# Dynein
Dynein bezeichnet eine Gruppe von Motorproteinen in eukaryotischen Zellen. In Kooperation mit anderen Motorproteinen wie Myosin sind sie wesentlich am intrazellulären Transport von biologischen Lasten wie z. B. Biomakromolekülen, Vesikeln und Zellorganellen beteiligt. Dynein kommt zusammen mit Kinesin an Mikrotubuli-Filamenten (Bestandteil des Cytoskeletts) als Transporter von Zellorganellen und Vesikeln vor. Zudem werden die Flagellen und motile Cilien erst durch Dynein als Bestandteil beweglich und ausrichtbar. Mutationen in den Genen DNAL1, DNAI1, DNAH5 und DNAH11 können seltene Erbkrankheiten wie das Kartagener-Syndrom und  Primäre Ciliäre Dyskinesie (PCD) verursachen.

## Aufbau und Funktion
Der Dyneinkomplex besteht aus zwei schweren Proteinketten und weiteren Bestandteilen. Das Dynein-Protein selbst besteht aus einer Kopfregion, welche an Mikrotubuli binden kann, sowie einem Schwanzteil, der mit anderen Proteinen interagieren kann. Die Energie für den Transport wird aus der Spaltung von Adenosintriphosphat (ATP) gewonnen. Dyneinkomplexe binden ein zu transportierendes Molekül an sich und „laufen“ dann entlang eines Mikrotubulus (ähnlich wie Myosin am Aktin). Der Transport erfolgt gerichtet, da Dynein auf dem Mikrotubulus nur in Richtung des sogenannten minus-Endes wandern kann. Dyneine transportieren also ihre Fracht von der Peripherie (in der Regel der Plasmamembran) in Richtung des MTOCs (Microtubuli organizing center, meistens in der Nähe des Zellkerns). Dies wird als retrograder Transport bezeichnet. Diese Eigenschaft wird von einigen Viren ausgenutzt, um sich so zum Zellkern transportieren zu lassen (z. B. Herpes simplex durch das Axon der Gesichtsnerven). Der Transport auf dem Mikrotubulus in die andere Richtung erfolgt durch Kinesin.